# Първа книга на въздухоплаването
„Първа книга на въздухоплаването“ е българска (детска, фантастична) новела от 2020 година на режисьора Борис Николов, по сценарий на Милена Петрова. Оператор е Димитър Скобелев, а музиката е на Стоимен Стоянов .

## Актьорски състав
| Изпълнител          |
| ------------------- |
| Владимир Димитров   |
| Кристиан Петров     |
| Милко Йовчев        |
| Любомир Димитров    |
| Йована Йорданова    |
| Лука Данчо Йорданов |
| Янтра Миланова      |
| Данчо Колев         |
| Яна Криспин         |
| Стоян Пепеланов     |
| Слави Пепеланов     |
| Слави Владимиров    |
| Биркан Илдем        |
| Аделина Христова    |
| Никола Парашкевов   |
| Христина Декидис    |
| Филипа Ананиева     |
| Станина Христова    |
| Чанита Недева       |
| Анна Великова       |
| Христо Илиев        |
| Кирил Тренев        |
| Панайот Панайотов   |